# Allseas
Allseas Group SA — швейцарский морской подрядчик, специализирующийся на укладке подводных трубопроводов, монтаже и демонтаже морских платформ и подводном строительстве.

## История
Компания была основана в январе 1985 года Эдвардом Хеерема, сыном Питера Шельте Хеерема, основателя голландской морской строительно-монтажной компании Heerema Marine Contractors, и начала свою деятельность с переоборудования купленного в том же году старого сухогруза «Natalie Bolten» в первое в мире трубоукладочное судно, оборудованное системой динамического позиционирования. Работы проводились на голландской верфи Буле. После их завершения 26 апреля 1986 года судно было переименовано в «Lorelay», и сразу приступило к выполнению своего первого контракта на укладку 20,3 см (8-дюймового) трубопровода длиной в 1,8 км для компании Unocal в голландском секторе Северного моря.
В 1987 году компания впервые объявила о своем намерении построить судно, способное поднимать и перевозить морские платформы. Первоначальная идея состояла в жёсткой связке двух самоходных супертанкеров, с большим пазом в носовой части получившейся конструкции для установки верхних строений платформы без их разборки.
В конце 1980-х — начале 1990-х годов Allseas зарекомендовала себя в качестве крупного игрока в Северном море и в Мексиканском заливе. В 1992 году компания приобрела построенный в начале 1970-х годов сухогруз «Trentwood» для переделки в крупнейшее в мире трубоукладочное судно. Контракт на переделку был заключён с сингапурской верфью «Sembawang».
Однако, из-за постоянных проблем в 1995 году контракт был расторгнут, и работы по переделке судна были завершены на английской верфи Swan Hunter, в Ньюкасле. В 1997 году новый трубоукладчик получил имя «Solitaire», а в 1998 году он проложил свою первую трубу по проекту Europipe II компании «Statoil». В 2005 мощность «Solitaire» была увеличена до удерживающей силы 1050 тонн, что позволило судну укладывать тяжёлые трубопроводы на беспрецедентных глубинах.
Последнее судно «Allseas», предназначенное для укладки труб, а также монтажа/демонтажа морских платформ — «Pioneering Spirit» Архивная копия от 25 ноября 2016 на Wayback Machine вступило в строй в августе 2016 года, и в ходе своего первого подъёма 22 августа 2016 года установило мировой рекорд, подняв с шельфа мобильную морскую платформу весом 13500 тонн.
«Allseas» планирует к 2023 году построить ещё бо́льшую версию той же конструкции — «Amazing Grace».
По состоянию на конец 2016 года компания проложила более 20 000 км подводных трубопроводов по всему миру с помощью технологии S-образной укладки.
8 декабря 2016 года «Allseas» получила от «Газпрома» контракт на строительство первой морской нитки газопровода «Турецкий поток». Компания должна уложить по морскому дну более 900 км трубы. Работы планируется начать во втором полугодии 2017 года.
9 декабря 2016 года дочерняя структура «Газпрома» — компания Nord Stream 2 AG, сообщила, что «Allseas» выиграла тендер на укладку первой морской нитки трубопровода «Северный поток — 2».
22 февраля 2017 года между Nord Stream 2 AG и Allseas было заключено соглашение по обеспечению мощностей для морской трубоукладки газопровода «Северный поток – 2». Согласно соглашению,   Allseas в течение 2018 и 2019 годов обеспечит укладку труб обеих ниток газопровода с использованием трёх трубоукладочных судов – «Pioneering Spirit», «Solitaire» и «Audacia».
23 декабря 2019 года в результате объявленных санкций США против российских газопроводов «Allseas» вывела из Балтийского моря суда, которые занимались прокладкой трубопровода «Северный поток — 2».

## Флот
- Audacia — универсальный трубоукладчик для S-образной укладки.
- Calamity Jane — вспомогательное судно
- Lorelay — универсальный трубоукладчик для S-образной укладки.
- Pioneering Spirit — трубоукладчик для S-образной укладки — судно для монтажа/демонтажа морских платформ.
- Solitaire — универсальный трубоукладчик для S-образной укладки.
- Tog Mor — плоскодонная баржа-трубоукладчик для работы на мелководье.[6]

## Скандал с названием судна Pioneering spirit

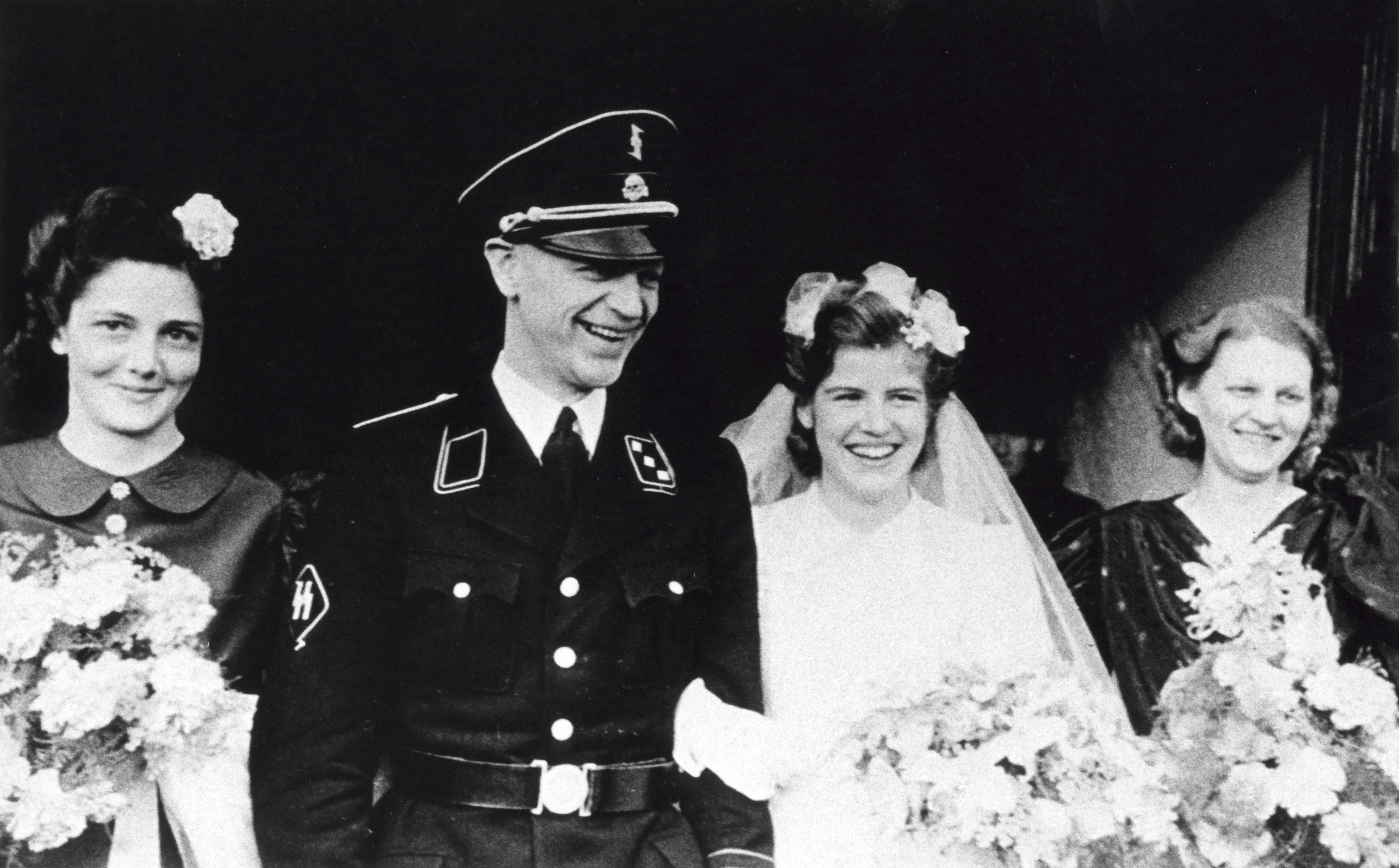
Питер Хеерема в 1942 году

Эдвард Хеерема, владелец судна, решил назвать его в честь своего отца, Питера Шельте Хеерема. Название вызвало возмущение среди общественности, в частности среди английских и голландских евреев. Дело в том, что Питер Хеерма состоял в Waffen-SS, был признан военным преступником, и осуждён на 3 года заключения. Вице-президент представительства британских евреев, Джонатан Аркуш, сказал изданию «Обсервер»: «Наименование такого судна в честь офицера СС, осужденного за военные преступления — оскорбление памяти миллионов людей, умерших от рук нацистов».
В связи с этим, название судна пришлось сменить на нынешнее.